# 弗萊查爾鎮區 (密蘇里州沃思縣)
弗萊查爾鎮區（英語：Fletchall Township）是位於美國密蘇里州沃思縣的一個行政鎮區。

## 地方資料
弗萊查爾鎮區的面積為108.28平方千米，當中陸地面積為108.25平方千米，而水域面積為0.03平方千米。根據2020年美國人口普查的數據，當地共有人口1032人，而人口密度為每平方千米9.53人。